# Mark Friedman
Mark Friedman (Toronto, Ontario, 25 de diciembre de 1995), apodado Frieds, es un jugador profesional canadiense de hockey sobre hielo que se desempeña en la posición de defensor derecho en Vancouver Canucks, equipo de la National Hockey League (NHL).

## Carrera
Fue seleccionado en la tercera ronda en la NHL Entry Draft de 2014. En 2019 hizo su debut profesional con el equipo Philadelphia Flyers, en el cual jugó dos temporadas (2019-2020), después pasó a Pittsburgh Penguins (2020-2023), luego a Vancouver Canucks, donde lleva jugando una temporada.